# Cratilla lineata
Cratilla lineata là loài chuồn chuồn trong họ Libellulidae. Loài này được Brauer mô tả khoa học đầu tiên năm 1878.

## Hình ảnh

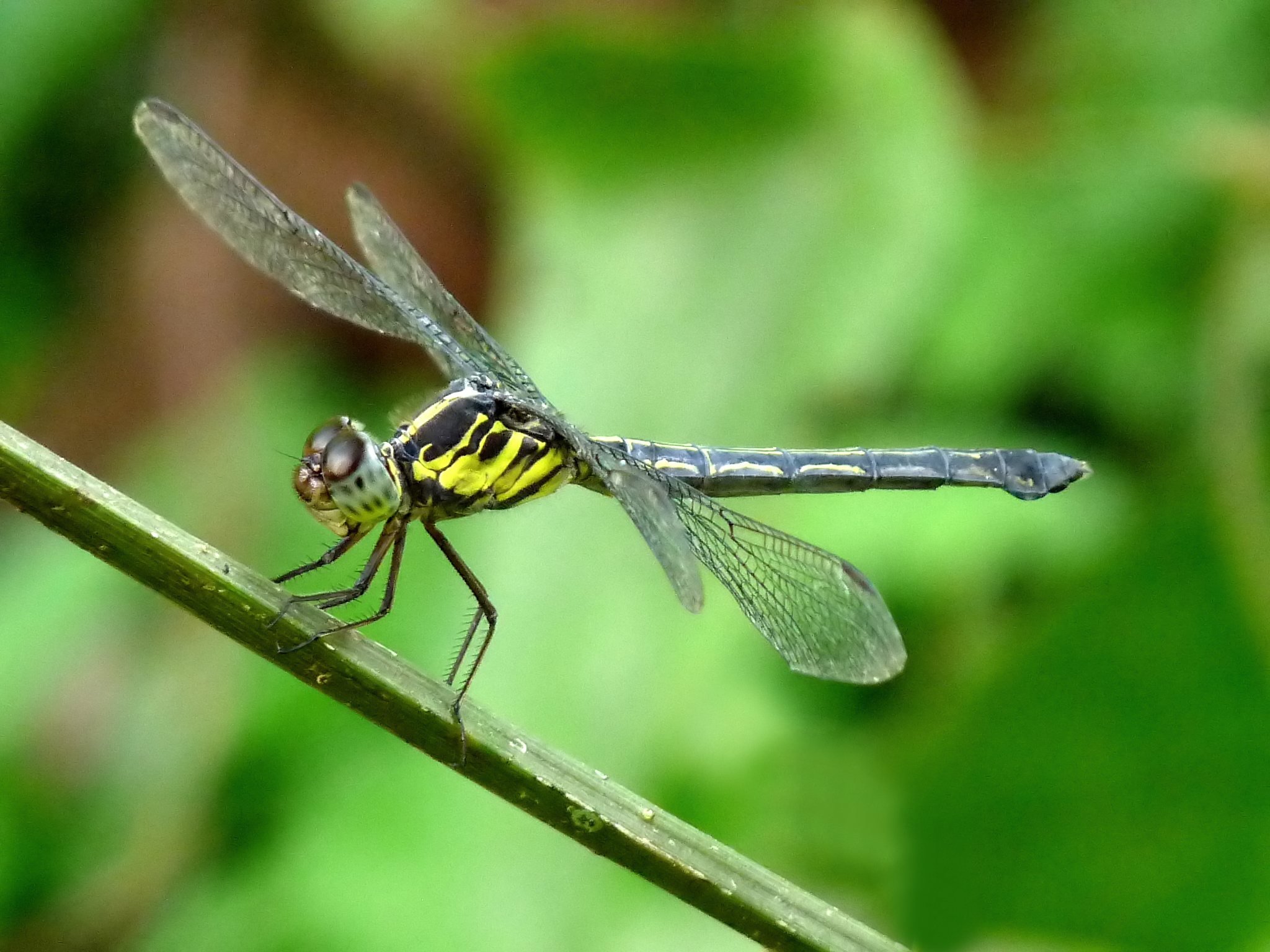
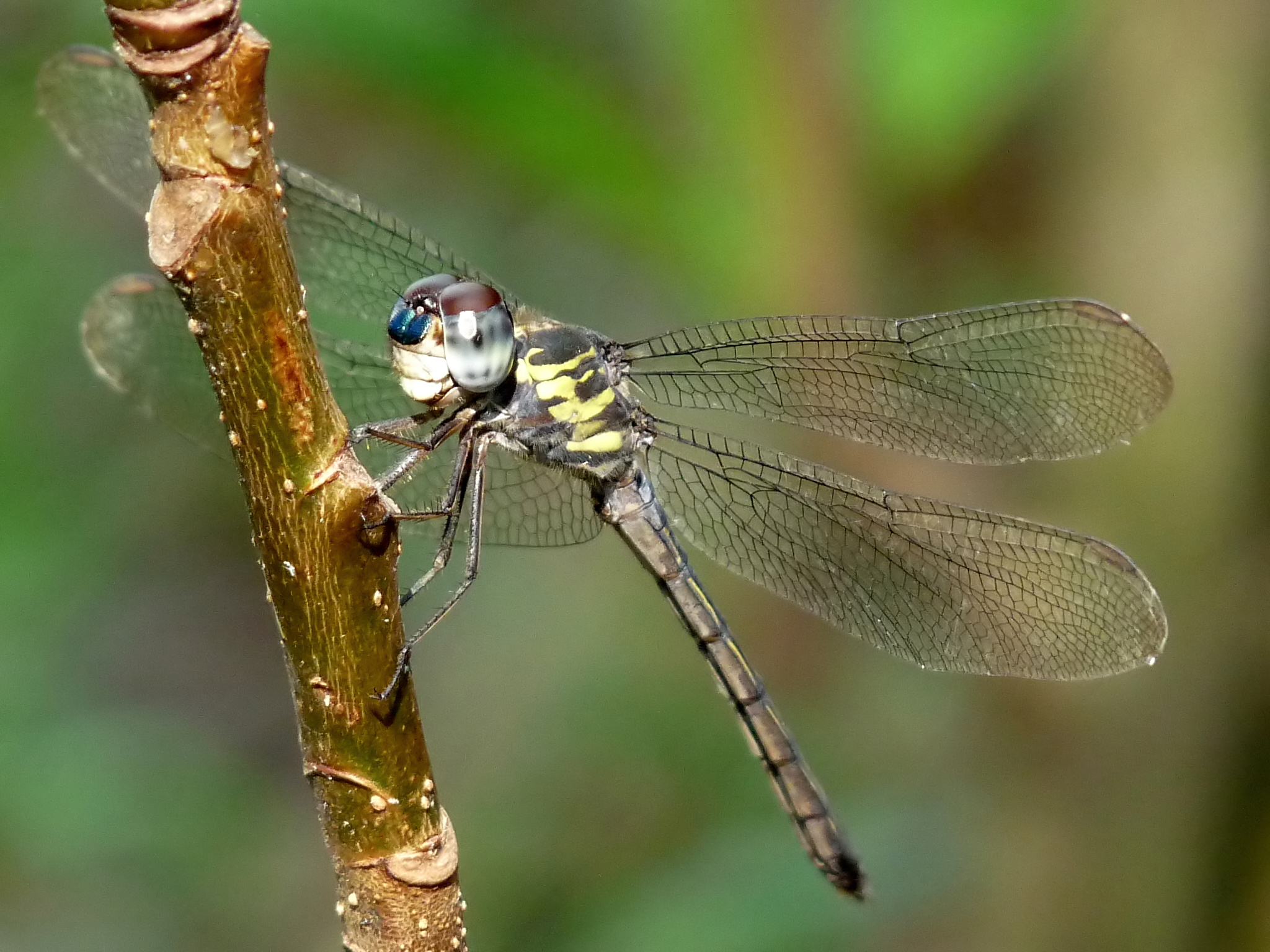